# Variomatic

Animierte Darstellung des Prinzips

Stufenlose Kraftübertragung von Milton Reeves um 1900

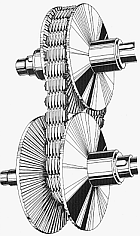
Prinzip

Variomatic ist die Bezeichnung des niederländischen Fahrzeugherstellers DAF für ein stufenlos stellbares vollautomatisches Getriebe, einer Bauform des CVT-Getriebes (engl. Continuously variable transmission) als Riemengetriebe.

## Geschichte
Variable Kraftübertragungen wurden von Milton Reeves bereits um 1900 in Serie gebaut. George Conner erhielt 1901 das US-Patent 688718 zu dieser Getriebeart. Nach Entwicklungen zu Beginn des 20. Jahrhunderts entwickelte van Doorne die Variomatic ab 1950 weiter und brachte sie 1958 in Serienfertigung. Kennzeichen dieses Getriebes waren:
- Keilriemen aus Gummi
- Fliehkraftbetätigte Gewichte zur Selbststeuerung der Übersetzung (Variatorscheiben) an der Antriebsseite der Variomatic
- Unterdruckbetätigte Membran
- Federn an den Variatorscheiben der Abtriebsseite
- Ein Keilriemen je Rad, kein Differentialgetriebe

Da die Fliehkraftbetätigung jeder Fahrgeschwindigkeit nur eine Übersetzung zuordnete, wurde diese mit der Unterdruck-Membran übersteuert. Sie gab beim Gasgeben eine kürzere Übersetzung für höhere Motordrehzahl und bei länger konstanter Fahrgeschwindigkeit eine längere Übersetzung für eine niedrigere Motordrehzahl vor.
Das Getriebe wurde doppelt ausgeführt, so dass jedes Rad ein eigenes Getriebe hatte. Das Differential konnte dabei entfallen, da der Riemenschlupf bereits den Drehzahlausgleich zwischen den Rädern erlaubte. Der DAF 46 war mit nur einem Keilriemen und Differential versehen. Durch die Gummikeilriemen war diese Variomatic auf ein maximales Drehmoment von 100 Nm beschränkt.
Zwischen 1970 und 1975 entwickelte van Doorne auch ein Schubgliederband für die Variomatic, das ab 1987 in Serie ging.
Heute sind ähnliche Getriebe in Leichtkraftfahrzeugen (Aixam, Ligier usw.) und bei Mopeds und Motorrollern weit verbreitet und werden auch bei ihnen als Variomatic bezeichnet.

## Aufbau
Zwischen konischen Riemenscheiben-Paaren läuft ein flacher, umlaufend geschlossener Riemen, dessen gegenüberliegende schmale Flanken die konische Oberfläche der Riemenscheiben berühren. Die Drehmomentübertragung geschieht durch Reibschluss.
Die nötige Riemenvorspannung kann beispielsweise durch axial zu den Riemenscheiben wirkende Federkraft erzeugt werden.
Durch gleichzeitige gegensinnige Änderung des Abstandes der konischen Riemenscheiben ändert sich der Berührradius der Riemenflanken.
Die Verstellung geschieht geschwindigkeitsabhängig, z. B. durch Fliehkraftgewichte.
Damit ergibt sich eine stufenlose Änderung des Übersetzungsverhältnisses. Zusätzliches Steuermoment ist der Unterdruck aus dem Ansaugtrakt, abhängig von der Gaspedalstellung. Der Unterdruck wird über zwei große federbelastete Dosen in eine Kraft umgesetzt, die die Riemenscheiben entsprechend verstellt.

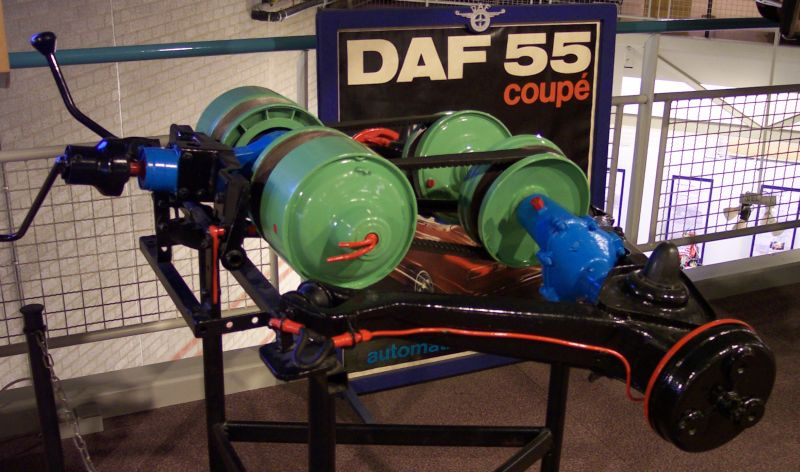
Hinterachsantrieb Variomatic
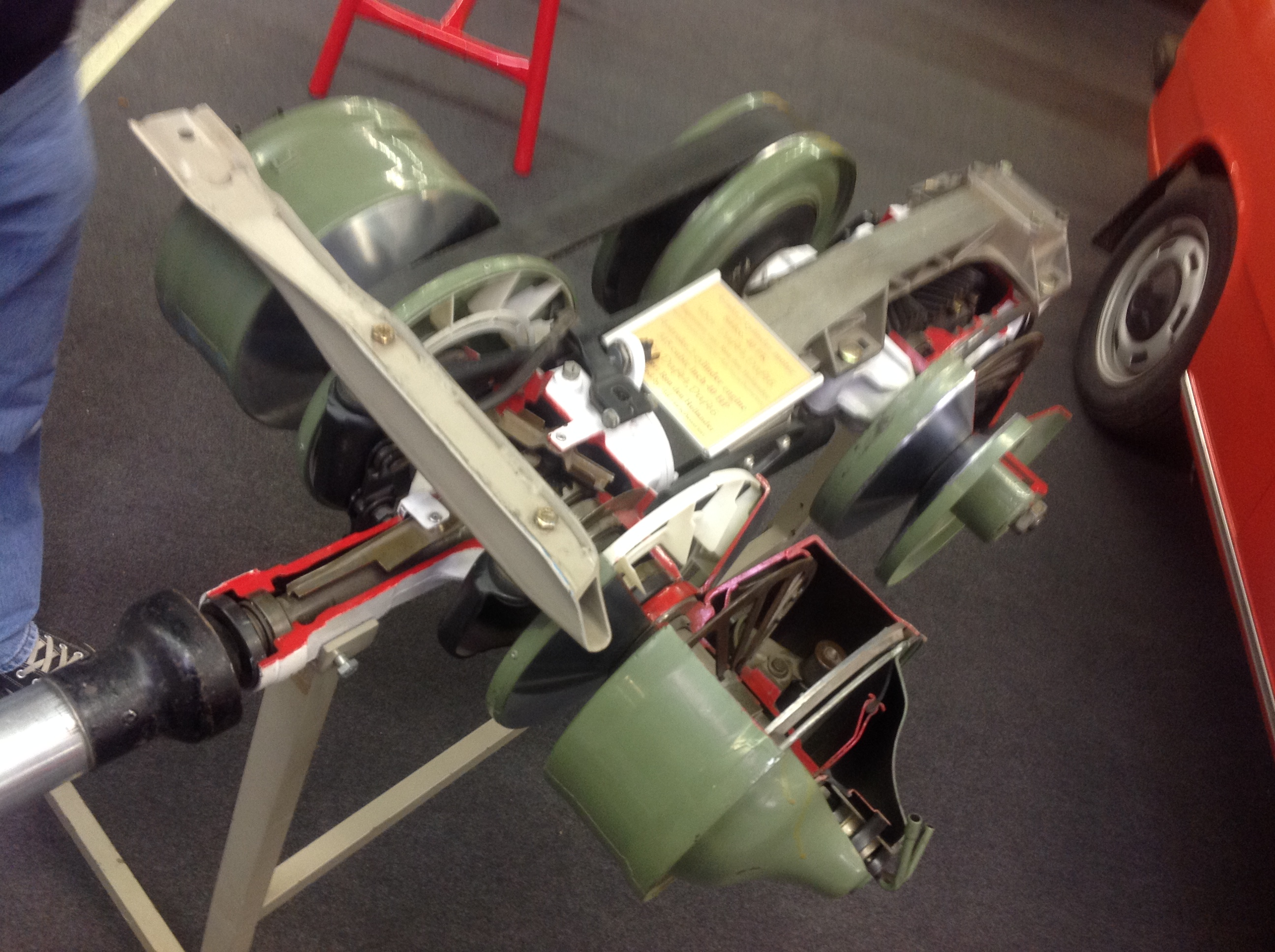
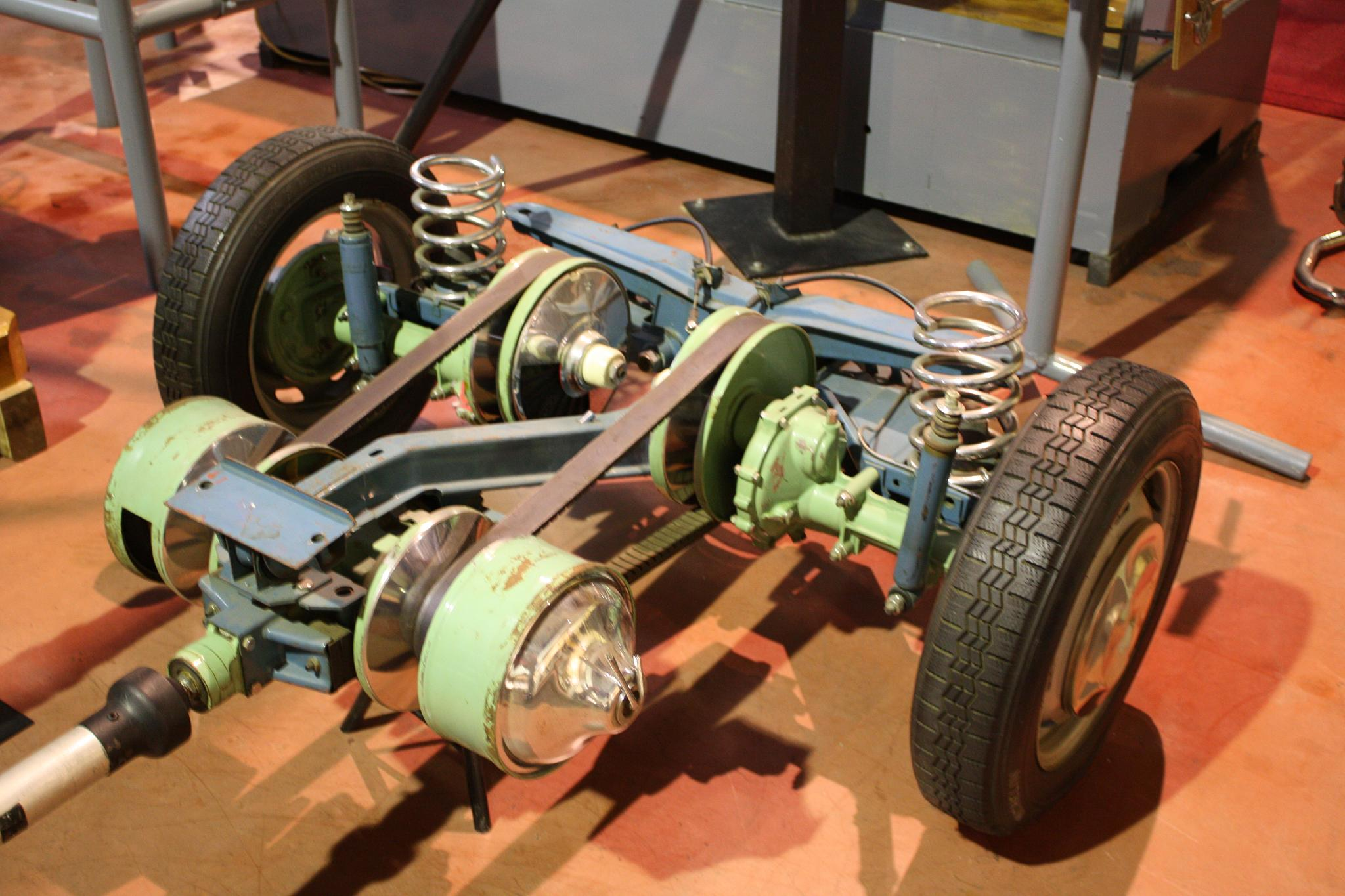
Hinterachsantrieb Variomatic

Ein Vorteil ergibt sich aus der Verdrehbarkeit: Wie im Bild zu sehen, erlauben die Keilriemen eine gewisse Verdrehung beim Einfedern; auf Gleichlaufgelenke im Antrieb kann somit verzichtet werden.
Bei den DAF-Modellen 600 bis 55 wurde auf ein Differentialgetriebe verzichtet. Jedes Hinterrad wurde einzeln von einem Keilriemen angetrieben; die unterschiedlichen Raddrehzahlen in Kurven glich der Schlupf der Riemen aus. Auf glatter Fahrbahn konnte ein einzelnes Rad nicht durchdrehen (wie bei einem Teilsperrdifferenzial), was besonders Rallyefahrer zu schätzen wussten. Der DAF konnte dank seiner Technik vorwärts und rückwärts gleich schnell fahren. Das wurde bei einigen „Spektakelrennen“ namens AVRO-Achteruitrijden (dt. AVRO-Rückwärtsfahren) für den niederländischen Fernsehsender AVRO mit schrottreifen DAF-Modellen hinlänglich bewiesen. Allerdings endeten diese Versuche mit den meist unvermeidlichen Überschlägen nach Lenkmanövern. Der Nachlauf der Lenkachse, der bei Vorwärtsfahrt die Räder automatisch in die „Geradeaus“-Richtung bringt, verkehrt sich beim Rückwärtsfahren ins Gegenteil und führt zum Volleinschlag der Räder mit entsprechenden Folgen für die Fahrstabilität, besonders bei höheren Geschwindigkeiten.
In den DAF-Modellen 46, 66, 77 und den davon abstammenden Volvo-Modellen wurde eine De-Dion-Achse eingebaut, dazu ein Synchron-Wendegetriebe mit umgekehrtem Schaltschema („Hebel vorn = rückwärts“), ein Differentialgetriebe und Gelenkwellen. Der Sperrdifferentialeffekt fiel damit weg. Mit dem schwächeren Motor im DAF 46 konnte daher eine Riemenscheibengruppe entfallen, was träge Masse, Reibung und Kosten sparte.
Aktuell werden Riemenvariomatic-Getriebe z. B. in Motorrollern, Quads bzw. ATVs, Schneemobilen und Ständerbohrmaschinen eingesetzt.
Ähnlich arbeiten CVT-Getriebe mit Lamellenkette statt Keilriemen. Die Kraft wird nicht über Keilriemen, sondern über Stahlgliedbänder (siehe Bild) oder Ketten übertragen. Diese Getriebe wurden von verschiedenen Herstellern entwickelt und angeboten, konnten sich jedoch noch nicht in größerem Rahmen durchsetzen. Bei Audi wird diese Getriebeform z. B. unter der Bezeichnung Multitronic angeboten.
Die A- (W169) und B-Klasse (W245) von Mercedes-Benz des Daimler-Konzerns werden mit einem CVT-Automatikgetriebe mit virtuellen Gängen ausgestattet (Autotronic), die auch wahlweise per Hand geschaltet werden können.

## Motorsport
Im damals noch jungen Automobilsport Rallycross wurden von der DAF-Sportabteilung in Eindhoven (unter der Leitung von Rob Koch, später von Fred Hagendoorn) Anfang der 1970er-Jahre zwei DAF 555 Coupé 4WD als offizielles CAMEL-DAF racing team eingesetzt. Die dritte 5 in der Typbezeichnung stand für die Gruppe 5 laut FIA-Reglement. Ab 1971 hatten die Fahrzeuge einen Sportvariomatic-Allradantrieb mit jeweils einem Riemen für die Kardanwellen zur Vorder- und Hinterachse und selbstsperrenden Differentialen vom BMW 2002. Die verwendete Sportvariomatic hatte man ursprünglich für die Formel 3 entwickelt. Der gut 147 kW (200 PS) starke Cosworth-BD-Motor war längs in der Fahrzeugmitte neben dem Fahrer eingebaut, die Variomatic unter ihm. Im Dach war ein Buckel, damit der Fahrer aufrecht sitzen konnte. Der Wagen wurde als „Het Bultje“ bekannt.
Die Fahrzeuge waren unter den beiden Brüdern und Spediteuren Jan de Rooy (später auch berühmt geworden als DAF-Trucker beim Africa Eco Race und der Rallye Dakar) und Harry de Rooy europaweit fast unschlagbar, obwohl sie meist erst 5 Sekunden nach den Fahrzeugen mit Zweiradantrieb losfahren durften (4WD penalty). 1973 wurden Allradantrieb und stufenlose Getriebe im Rallycross verboten, sodass andere Fahrzeuge wieder eine Chance hatten.

## Patent-Informationen
Zu Riemengetrieben und von Hubertus („Hub“) Josephus van Doorne  und dem Unternehmen DAF wurden etliche Erfindungen mit Patenten angemeldet. Nachfolgend eine unvollständige Übersicht:
- Patent  US688718A: DRIVE-BELT FOR VARIABLE-SPEED GEARING. Angemeldet am 11. März 1901, veröffentlicht am 10. Dezember 1901, Erfinder: George Conner (US).‌
- Patent  US3720113A: FLEXIBLE CONTINUOUS POWER TRANSMISSION MEANS. Angemeldet am 6. April 1971, veröffentlicht am 13. März 1973, Erfinder: Hubertus Josephus van Doorne, Hemmo Hermannus Johannes Ludoph Heeze (NL) (Patent zur Variomatic).‌